# 金子彌平
金子 弥平（かねこ やへい、安政元年12月（1854年） - 1924年2月17日）は、明治期の官僚、満州開拓者、実業家。興亜会や黒龍会といったアジア主義団体に幅広く通じたナショナリストの魁的な存在。正式名は金子弥兵衛。

## 経歴
弥平はペリー来航の翌年、安政元年12月（1854年）に現在の岩手県花巻市で生まれる。金子家は近江系の有力商家で、南部藩から苗字帯刀を許されていた郷士に当たる人物である。明治維新後の1872年（明治5年）の春に単身上京して福澤諭吉の書生となり、翌年の1873年（明治6年）5月には慶應義塾に入る。卒業後は、郷党の先輩・東政図に触発され、清国北京公使館通弁見習として大陸に渡り、種々の活動を試みた。帰国後は、曾根俊虎や広部精らと支那語の学校を設立、慶應義塾支那語科の教員に就任するなど、支那語教育における先駆的役割を果たす。また、日本で最初のアジア主義団体とされる「興亜会」においては、創立時に幹事として参加し活躍する。加えて、支那研究者でもあった宣教師・S.W.ウィリアムズの大著“The Middle Kingdom”を抄訳し、『支那總説』の書名で刊行している。その一方、農商務省を経て大蔵省に奉職。語学力を買われて、1884年（明治17年）5月末から1年半ほど、米国に長期出張を命ぜられる。そこで大蔵省の実力者であった松方正義の知遇を得た。
しかし、官僚生活に飽き足らなくなり、1888年（明治21年）11月に大蔵省を退職。その後、日清戦争が始まると、占領下の営口に赴き、同地の民生支部で会計課長などを歴任。三国干渉後は、新領土の台湾総督府に勤務し、参事官として総督の乃木希典を扶けた。1892年（明治25年）には品川弥二郎の知遇を得て外務省に入り、国民協会にも参画。1898年（明治31年）1月に台湾総督府を退職した後は、事業家に転身する。「金福洋行」という貿易会社を興し、鴨緑江の樹木事業や高粱酒製造を行うなど旺盛に事業を展開。日露戦争が始まると、安東市の市政準備委員長を委嘱された。遺された書簡からは、藤田伝三郎、久原房之助といった政財界関係者のみならず、救世軍の山室軍平や支那学者の内藤虎次郎（湖南）などを含んだ幅広い交流を窺い知ることが出来る。そればかりではなく、1907年（明治40年）頃からは、田中智學の日蓮主義運動に共鳴し、智學が「国柱会」を組織すると、初代の京都局長として力を尽くす。この国柱会には、宮澤賢治や石原莞爾、近衛篤麿も出入りするばかりでなく、中国の革命家とも交流があった。「東亜同文会」や「東邦協会」の創立にも助力したと見られる。彌平は、関東大震災後の1924年（大正13年）2月に70歳でこの世を去った。

## 伝記
- 『金子彌平―ある明治人の軌跡―』 「明治聖徳記念学会紀要」復刊第42号（平成17年12月1日） 金子宗徳